# Кхунтхан
Кхунтха́н (Кунта́н) — горный хребет на севере Таиланда, между долинами рек Пинг и Ванг.
Протяжённость хребта с севера на юг составляет около 450 км, высшая точка — гора Пате (2024 м). Хребет сложен преимущественно гранитами, известняками, песчаниками. Вершины массивные и округлые; склоны крутые, глубоко расчленены. Имеются месторождения оловянных руд. Хребет покрыт вечнозелёными субтропическими широколиственными и сосновыми лесами. В межгорных долинах и предгорьях возделывают кукурузу, рис, опийный мак.
В горах находится национальный парк Дой Кхунтхан